# Dictenidia
Dictenidia is een geslacht uit de familie van de langpootmuggen (Tipulidae).

## Soorten
- D. bimaculata (Linnaeus, 1760)
- D. formosana Alexander, 1920
- D. glabrata Alexander, 1938
- D. inaequipectinata Alexander, 1934
- D. knutsoni Yang & Yang, 1989
- D. luteicostalis Alexander, 1936
- D. luteicostalis longisector Alexander, 1941
- D. manipurana (Alexander, 1970)
- D. miyatakei Alexander, 1953
- D. partialis Yang & Yang, 1989
- D. pictipennis (Portschinsky, 1887)
- D. pictipennis fasciata Coquillett, 1898
- D. pictipennis fumicosta Savchenko, 1973
- D. pictipennis pictipennis (Portschinsky, 1887)
- D. rhadinoclada (Alexander, 1970)
- D. sauteri Enderlein, 1921
- D. sichuanensis Yang & Yang, 1989
- D. stalactitica Alexander, 1941
- D. subpartialis Yang & Yang, 1989